# Manuel Perillán
Manuel Perillán fou un músic espanyol actiu a l'últim quart de segle xix que va compondre peces per a piano, de cant i de sarsueles per a infants, en la música de tertúlia, que es publicaren a Madrid. Entre les seves obres hi ha una Marxa triomfal dedicada al rei Amadeu de Savoia i diverses masurques i havaneres amb lletra i sense lletra. Entre les seves sarsueles poden citar-se: Percances de un sacristan (1876), Choza y palacio (1877)), i Un autor por compromiso (1884). La lletra de les dues primeres també són d'ell.